# Typ 70 SPA
Der Type 70 SPA ist ein chinesischer Raketenwerfer.

## Geschichte
Die Chinesen entwickelten in den 1950er-Jahren den Raketenwerfer Type 70. Das Fahrgestell bildete der Truppentransporter YW 531. Das relativ kleine Gefährt entstand unter dem Eindruck der im Zweiten Weltkrieg erfolgreich eingesetzten sowjetischen Katjuscha. Es wurden weitere Versionen konzipiert. So wurde ein 4×4-Lkw mit demselben Werfer produziert, ebenso eine zerlegbare und nicht fahrbare Variante für den Einsatz bei Luftlandedivisionen.
Das Fahrzeug ist amphibisch und mit einer Grabenüberschreitfähigkeit von 2 m sehr geländegängig.

## Einsatzländer
Volksrepublik China, Afghanistan durch die Mudschahedin, Iran, durch die PLO gegen Israel und Vietnam.

## Die Rakete
Bei der Rakete handelt es sich um einen 130-mm- bzw. 107-mm Flugkörper. Sie wird von einem Feststoffmotor angetrieben. Verwendet wird ein hochexplosiver Splittersprengkopf. Die maximale Reichweite liegt bei 10.115 m. Die Fluggeschwindigkeit der Rakete beträgt 436 m/s. Ihr Gewicht liegt bei 14,37 kg. Es wurde aber auch eine neuere Rakete entwickelt, die bereits eine Reichweite von 15.000 m hat.